# Матфей (Самкнулов)
Епископ Матфей (в миру Геннадий Анатольевич Самкнулов; род. 15 февраля 1971, город Славгород, Могилёвская область) — архиерей Русской православной церкви, епископ Ахтубинский и Енотаевский.

## Биография
Родился 15 февраля 1971 года в Славгороде Могилёвской области. Крещён во младенчестве. В 1978—1988 годах учился в средней школе № 1 Славгорода. В 1988 году поступил в Белорусский государственный университет на факультет прикладной математики, а в 1993 году окончил университет по специальностям «математик» и «математик-экономист».
В 1996 году поступил в Николо-Шартомский монастырь села Введеньё Шуйского района Ивановской области. 24 июля 1997 года в Покровском храме Успенского женского монастыря в Дунилове архиепископом Амвросием рукоположён в сан диакона. 30 ноября 1997 года в Казанском храме Николо-Шартомского монастыря архиепископом Амвросием рукоположён в сан иерея. 28 марта 1998 год пострижен в мантию с именем Матфей в честь святого апостола и евангелиста Матфея.
В 2000 году поступил в Шуйский педагогический университет по специальности «религиоведение» и в Ярославское духовное училище на заочное отделение. В 2002 году окормлял десантную группировку на территории Чеченской Республики. В 2003 году окончил заочное отделение Ярославского духовного училища и поступил в Иваново-Вознесенскую духовную семинарии. В 2004 году прошёл курсы повышения квалификации по предмету «Духовная культура в образовательных учреждениях» при Московской духовной академии (МДА).
В 2004 году подымался на гору Арарат, участвовал в международной экспедиции вокруг озера Иссык-Куль по поиску мощей святого апостола Матфея.
В 2005 году окончил Иваново-Вознесенскую духовную семинарию. В том же году начал преподавать Новый Завет в Иваново-Вознесенской духовной семинарии и в Ивановском православном богословском институте. В 2005—2006 годах преподавал в Шуйском педагогическом университете сокращённый курс догматического богословия.
В 2006 году назначен настоятелем храма иконы Божией Матери «Всех скорбящих Радость» в городе Иваново, который являлся подворьем Николо-Шартомского монастыря.
В 2007 году читал курс лекций в институте повышения квалификации для подготовки учителей ОПК. В 2014 году стал заведующим кафедрой Священного писания в Иваново-Вознесенской духовной семинарии. В 2015 году слушал курсы повышения квалификации преподавателей Священного писания. В сентябре 2016 года поступил в магистратуру сектора заочного обучения Московской духовной академии.

### Архиерейство
21 октября 2016 года решением Священного синода РПЦ избран епископом Шуйским и Тейковским.
26 октября 2016 года митрополитом Иваново-Вознесенским и Вичугским Иосифом возведён в сан архимандрита.
1 декабря 2016 года в тронном зале кафедрального соборного храма Христа Спасителя состоялось наречение архимандрита Матфея во епископа Шуйского и Тейковского.
2 декабря 2016 года в храме Христа Спасителя в Москве была совершена его хиротония во епископа Шуйского и Тейковского. Совершили Патриарх Московский и всея Руси Кирилл, митрополит Санкт-Петербургский и Ладожский Варсонофий (Судаков), митрополит Волоколамский Иларион (Алфеев), митрополит Филиппопольский Нифон (Сайкали) (Антиохийский патриархат), митрополит Истринский Арсений (Епифанов), митрополит Иваново-Вознесенский и Вичугский Иосиф (Македонов), митрополит Астраханский и Камызякский Никон (Фомин), архиепископ Верейский Евгений (Решетников), архиепископ Солнечногорский Сергий (Чашин), епископ Гурий (Шалимов), епископ Дмитровский Феофилакт (Моисеев), епископ Иероним (Чернышов), епископ Подольский Тихон (Зайцев), епископ Рыбинский и Даниловский Вениамин (Лихоманов), епископ Воскресенский Савва (Михеев), епископ Кинешемский и Палехский Иларион (Кайгородцев), епископ Богородский Антоний (Севрюк), епископ Воркутинский и Усинский Иоанн (Руденко).
11 октября 2023 года решением Священного Синода РПЦ назначен епископом Ахтубинским и Енотаевским.